# Wu-tang-šan
Pohoří Wu-tang, či Wu-tang-šan (čínsky pchin-jinem Wǔdāngshān, znaky zjednodušené 武当山) je malé pohoří v čínské provincii Chu-pej. Nachází se zde velká řada taoistických chrámů, které byly v minulosti centrem vzdělanosti. Chrámy a paláce zde byly stavěny v průběhu mnoha staletí a dnes tvoří unikátní ukázku čínské architektury i kultury. V roce 1994 byly zdejší chrámy zařazeny na Seznam světového dědictví UNESCO.